# Konspiracja Echelon
Konspiracja Echelon (ang. Echelon Conspiracy, stary tytuł The Gift) – amerykański thriller z 2009 roku w reżyserii Grega Marcksa. W filmie występują Shane West, Edward Burns i Ving Rhames.

## Opis fabuły
Max Peterson (Shane West) dostaje telefon komórkowy i wkrótce odbiera tajemnicze SMS-y. Orientuje się, że wiadomości są wskazówkami do gry w kasynie. Gdy wygrywa trzy miliony dolarów, zwraca na siebie uwagę agentów CIA. Mężczyzna odkrywa, że wplątał się w międzynarodową intrygę. Jest ścigany przez policję, agentów CIA itp. Przestraszony i zdezorientowany ucieka.

## Obsada
- Shane West jako Max Peterson
- Edward Burns jako John Reed
- Ving Rhames jako Agent Dave Grant
- Martin Sheen jako Raymond Burke
- Jonathan Pryce jako Mueller
- Tamara Feldman jako Kamila
- Sergey Gubanov jako Yuri Malinin
- Gosha Kutsenko jako rosyjski generał
- Steven Elder jako Charles